# Thomas Forstner
Thomas Forstner (Deutsch Wagram, Áustria, 3 de Dezembro de 1969), é um cantor (e actualmente programador) austríaco.

## Festival Eurovisão da Canção
Representou o seu país no Festival Eurovisão da Canção por duas vezes: na edição de 1989, com apenas 19 anos, Thomas interpretou o tema composto pelo músico Dieter Bohlen, "Nur ein Lied" (português: Apenas uma canção), em Lausana, Suíça, obtendo o 5º lugar (a melhor classificação desde 1966), quando Udo Jürgens venceu o festival com "Merci, Chérie" (português: Obrigado, querida). Thomas Forstner também participou da edição de 1991, que ocorreu em Roma, Itália, representando novamente seu país natal, com o tema "Venedig im Regen" (português: Veneza com chuva), que terminou em último lugar, ou seja, na vigésima segunda colocação, não conquistando um único voto.

## Vida Particular
Em outubro de 1991, terminou seu casamento com Vanessa Desirée Thun-Hohenstein (nascida em 1967), sendo que o divórcio foi finalizado em 1998. Deste casamento, Thomas e Vanessa tiveram uma filha, nascida em 1995.
Em 16 de setembro de 2009, ele casou-se em Deutsch Wagram, com seu amor de longa data e sua namorada, Bianca Rosenberg, de Viena. Ambos residem em Deutsch Wagram.
Em 1994, ele participou de uma série de televisão austríaca chamada "Tohuwabohu". 
Actualmente, trabalha como engenheiro de software, em Viena, Áustria.

## Discografia
- 1987 South African Children (SI)
- 1988 Vera (SI)
- 1989 Nur ein Lied (07INCH45)
- 1989 Nur ein Lied (MX)
- 1989 Wenn nachts die Sonne scheint / Don't Say Goodbye Tonight (07INCH45, 12INCH45)
- 1989 Song of Love (SI)
- 1990 Wenn der Himmel brennt (CD-SI)
- 1990 V/A: 16 Megahits (CD)
- 1991 Venedig im Regen (SI), Miles Away (SI)
- 1994 Voll erwischt (CD-SI)
- 2001 You're in the Army Now (sob o pseudónimo de STG77) (MX)
- 2002 Hello (sob o pseudónimo de Vincent Parker) (MX)